# 알렉세이 미신 (레슬링 선수)
알렉세이 블라디미로비치 미신(러시아어: Алексе́й Влади́мирович Ми́шин, 1979년 2월 8일 ~ )는 러시아의 레슬링 선수이다. 2004년 하계 올림픽 남자 그레코로만형 미들급에서 금메달을 획득했다.